# Creu de terme de Bellvei
La Creu de terme és una obra historicista de Bellvei (Baix Penedès) inclosa a l'Inventari del Patrimoni Arquitectònic de Catalunya.

## Descripció
Situada al trencall de la N-340 que mena cap a Bellvei.
Es compon d'una base octogonal amb tres esglaons, a sobre hi ha una forma còncava que s'aprima fins a donar lloc a un fust, prim i octogonal. A la base octogonal hi ha dues inscripcions: Santa Missió 1962 (segon esglaó) i Santa Missió 1953 (tercer esglaó). Sobre el fust hi ha una creu i sota ella un fris decorat mitjançant uns quadrats fets en contra relleu. A la creu hi ha un alt relleu del bust de la Dolorosa amb les mans creuades al pit i amb rostre que reflecteix el desassossec.